# Giuseppe Bernardi (presbitero)
Giuseppe Bernardi (Caraglio, 25 novembre 1897 – Boves, 19 settembre 1943) è stato un presbitero italiano.
Martire dei nazisti, è stato proclamato beato dalla Chiesa cattolica insieme a don Mario Ghibaudo.

## Biografia
Giuseppe Bernardi nacque a Caraglio il 25 novembre 1897 da una famiglia modesta: il padre era contadino e la madre era una filatrice di seta. Giuseppe Bernardi entrò in seminario all'età di 10 anni. Nel 1917 viene arruolato per il servizio obbligatorio di leva, nel 1920 venne congedato. Il 29 giugno 1923 viene ordinato sacerdote da monsignor Giuseppe Castelli. Il suo primo incarico fu quello di vice parroco di Aisone, nel 1925 divenne vice parroco della Cattedrale di Santa Maria del Bosco a Cuneo. In seguito divenne rettore dell'Orfanotrofio per l'Educazione Professionale di Cuneo, parroco di Bersezio e infine parroco di Boves. In quest'ultima parrocchia resterà fino alla morte; durante il suo mandato si impegnerà nel ristrutturare la chiesa con nuovi banchi, vetrate, il sagrato, ecc.
Il 19 settembre 1943 don Giuseppe Bernardi viene catturato dalle SS e bruciato la notte stessa in quello che è noto come eccidio di Boves, prima strage nazista di civili in Italia, insieme a lui venne ucciso anche il viceparroco don Mario Ghibaudo, sacerdote da poche settimane. Il corpo viene scoperto la mattina del giorno seguente.
Don Bernardi è stato beatificato con don Mario Ghibaudo il 16 ottobre 2022 a Boves, nella celebrazione presieduta dal cardinale Marcello Semeraro, prefetto del Dicastero delle cause dei santi, in rappresentanza del papa, affiancato dal vescovo di Cuneo e di Fossano, monsignor Piero Delbosco e dal presidente della Conferenza episcopale piemontese, monsignor Franco Lovignana.